# Cara a cara (película de 1976)
Cara a cara (Face to Face en su denominación internacional o Ansikte mot ansikte en su original sueco) es una película de drama psicológico escrita y dirigida por Ingmar Bergman en 1976. Protagonizada por Liv Ullmann y Erland Josephson la película aborda la historia de una psicóloga que pasa un periodo sin su marido y su hija. Para paliar la soledad se vuelca en el difícil caso de una de sus pacientes pero, muy pronto, los seres que la rodean se darán cuenta que está desarrollando una enfermedad mental.

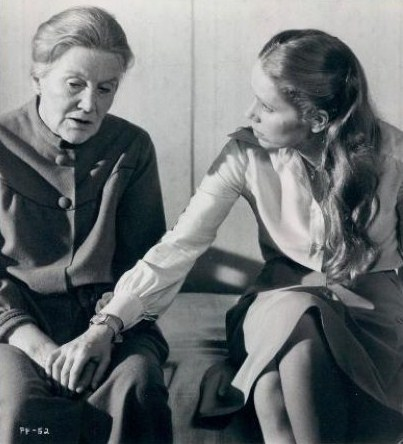
Aino Taube (izda.) y Liv Ullmann (dcha.) en una escena de la película

Estuvo nominada a dos Premios Oscar de la Academia estadounidense, incluyendo Mejor Actriz por la actuación de Ullman y Mejor Dirección para Bergman. Fue galardonada con el premio Mejor película extranjera en la 34.ª edición de los Globos de Oro. También recibió una nominación en los Premios BAFTA y obtuvo un galardón en la entrega del Círculo de Críticos de Nueva York. Es también el debut cinematográfico de Lena Olin.

## Sinopsis
Jenny es psicóloga, casada con un talentoso colega, y madre de una joven adolescente que acaba de entrar en la universidad. El marido está en un congreso en Chicago, y la hija en un campamento de equitación. Mientras están fuera de casa Jenny decide irse a vivir a casa de sus abuelos, un viejo piso que tienen en la ciudad donde pasó su infancia, donde espera poder trabajar en paz.
La primera noche en casa de los abuelos la despierta una anciana desconocida que va tomando forma en la habitación e intenta comunicarle algo. Acosada por esa imagen Jenny se va metiendo paulatinamente en una profunda e inexplicable depresión. Al día siguiente Jenny habla con su colega, el doctor Wankel, sobre María, un complejo caso de su clínica psiquiátrica con quien tiene un violento enfrentamiento. Después va a una fiesta a casa de la mujer del doctor Wankel. Allí se encuentra con otro médico, Tomas Jacobi, pariente de su paciente María. Cenan juntos y después van a casa de Tomas. 
Por la mañana la despierta el teléfono y la llaman para que acuda a su chalet vacío. Allí encuentra a María y a dos hombres. Uno de ellos intenta abusar sexualmente a Jenny aunque no logra su consumación. Aturdida llama a Tomas Jacobi. Se encuentran en un concierto la misma noche y vuelven al chalet de Tomas. Este le da unos somníferos a Jenny y, cuando se han ido a la cama, ella le cuenta a Tomas el intento de violación y se echa a reír. Inmediatamente la risa se transforma en sollozos convulsivos. Tomas la lleva a la casa de sus abuelos.
Cuando a Jenny la despierta su abuela se percata que ha dormido más de veinticuatro horas. Es sábado por la mañana y los ancianos van a pasar el fin de semana a casa de unos amigos. Jenny vuelve a dormirse y se despierta el domingo por la mañana con el sonido de las campanas de la iglesia. Telefonea a Tomas y, cuando cuelga, la mujer desconocida está de nuevo en la habitación. Asustada Jenny dicta una carta a su marido en el magnetófono. Después toma todas las pastillas de dormir que tiene.
Jenny despierta 43 horas más tarde en una unidad de cuidados intensivos. Ocurre en medio de una tormenta de gritos y convulsiones. Cuando vuelve a hundirse en su letargo Jenny se mueve en sueños. La despierta la presencia de Tomas a su lado. Sueña con sus padres muertos. Cuando vuelve a despertarse está con ella su marido, Erik, quien llegó de su viaje directamente del aeropuerto. Hablan cansados por la suma de emociones y tristeza. Jenny vuelve a hundirse en sus sueños.
Jenny le habla a Tomas de su infancia. Vuelve a perder el conocimiento y entra en nuevos sueños. Asiste a su entierro. Tomas se despide. Jenny recibe la visita de su hija Anna. Le cuenta a la hija que ha intentado suicidarse pero hablan sin el más mínimo contacto. El mismo día Jenny vuelve al piso de los abuelos. Ve la solidaridad y el apoyo de sus familiares y sus lentos movimientos camino del punto final de la vida. Durante un paseo vuelve a encontrarse con la mujer desconocida que se le ha aparecido repetidamente. La ayuda a cruzar la calle.

## Reparto
- Liv Ullmann – Dra. Jenny Isaksson
- Erland Josephson – Dr. Tomas Jacobi
- Aino Taube – Abuela
- Gunnar Björnstrand – Abuelo
- Kristina Adolphson – Enfermera Verónica
- Marianne Aminoff – Madre de Jenny
- Gösta Ekman – Mikael Strömberg
- Helene Friberg – Anna, hermana de Jenny
- Ulf Johansson – Helmuth Wankel
- Sven Lindberg – Erik, marido de Jenny
- Jan-Erik Lindqvist
- Birger Malmsten – Violador
- Sif Ruud – Elisabeth Wankel
- Göran Stangertz – Violador

## Lanzamiento
La película fue concebida y producida como una miniserie de cuatro partes en la televisión sueca con un tiempo de 177 minutos. Los episodios fueron titulados:
1. Uppbrottet (La separación)
2. Gränsen (La Frontera)
3. Skymningslandet (La Tierra Crepuscular)
4. Återkomsten (La Vuelta)

La filmación fue montada para su lanzamiento en cines con una duración de entre 114 y 135 minutos. Sin embargo la versión cinematográfica se estrenó primero antes que su versión para televisión. La película fue proyectada en el Festival  de Cannes de 1976, celebrado en mayo, pero no entró en la competición principal.  La versión televisiva fue transmitida en Suecia durante cuatro semanas entre mayo y junio de 1976 pero no ha sido editada para el mercado doméstico.

## Premios y nominaciones

### Premios Oscar
| Año  | Categoría      | Nominado/a     | Resultado |
| ---- | -------------- | -------------- | --------- |
| 1977 | Mejor actriz   | Liv Ullman     | Nominada  |
| 1977 | Mejor Director | Ingmar Bergman | Nominado  |

### Premios Globo de Oro
| Año  | Categoría                          | Nominado/a  | Resultado |
| ---- | ---------------------------------- | ----------- | --------- |
| 1977 | Mejor actriz                       | Liv Ullman  | Nominada  |
| 1977 | Mejor película de habla no inglesa | Cara a Cara | Ganadora  |

### Premios BAFTA
| Año  | Categoría    | Nominado/a | Resultado |
| ---- | ------------ | ---------- | --------- |
| 1977 | Mejor actriz | Liv Ullman | Nominada  |

### Los Angeles Film Critics Association Awards
| Año  | Categoría                          | Nominado/a  | Resultado |
| ---- | ---------------------------------- | ----------- | --------- |
| 1977 | Mejor actriz                       | Liv Ullman  | Ganadora  |
| 1977 | Mejor película de habla no inglesa | Cara a Cara | Ganadora  |

### Círculo de Críticos de Nueva York
| Año  | Categoría    | Nominado/a | Resultado |
| ---- | ------------ | ---------- | --------- |
| 1977 | Mejor actriz | Liv Ullman | Ganadora  |

### National Board of Review, USA
| Año  | Categoría                          | Nominado/a  | Resultado |
| ---- | ---------------------------------- | ----------- | --------- |
| 1977 | Mejor actriz                       | Liv Ullman  | Ganadora  |
| 1977 | Mejor película de habla no inglesa | Cara a Cara | Ganadora  |

## Recepción
La película obtiene una positiva recepción en los portales de información cinematográfica. En la revista Fotogramas, tanto en la crítica profesional como en la de los lectores, se le otorga una valoración de 5 sobre 5.

"Uno de los films más complejos y profundos de su autor, planteado como una absorbente sesión de psicoanálisis. La protagonista ve romperse su aparente estabilidad, debiendo recomponer las claves de su existencia para encontrar una explicación a su crisis. Utilizando un lenguaje seco y cortante, duro en no pocas ocasiones, Bergman efectúa un apasionante retrato de su personaje, a través de una exploración en su subconsciente. Todo ello mediante una total coherencia entre los planos racional y emocional."
Crítica de Fotogramas 

En FilmAffinity, con 1.309 votos, la película obtiene una valoración de 7,4 sobre 10.

"Dino de Laurentis produjo en los 70 una de las obras menos conocidas y reputadas del maestro sueco, un drama intimista y existencial, con ramalazos fantaterroríficos y oníricos, en el que expone el retorno de una mujer a sus fobias y traumas del pasado, cuando regresa a la casa de su infancia. Ullmann, doctora de un psiquiátrico, acaba siendo psiquiatra de sí misma, luchando contra sí misma por una estabilidad emocional y humana. La gran actriz sueca se entrega a su personaje de manera encomiable, siendo la película una obra por y para ella, dónde a través de su rostro desmaquillado, sensible y locuaz se nos transmiten el sentido del amor, la angustia, el placer, la vejez y el sexo."
Crítica de Kafka en FilmAffinity 

En IMDb, con 3.992 valoraciones, la película obtiene una puntuación de 7,7 sobre 10.

"La vi con amigos cuando se estrenó por primera vez y, veinte minutos después de haber salido del cine, nos dimos cuenta de que nadie había hablado. Esta es una película magistral con la actuación de Liv Ullmann eclipsando cualquier actuación vista en la pantalla. Sientes el dolor y la confusión mientras observas el viaje de esta mujer. Una película para quienes les gustan los cuentos intensos, estimulantes e inteligentes."
Crítica de bundanglab en IMDB 

Rotten Tomatoes, con 11 valoraciones profesionales, obtiene una puntuación de 82 sobre 100. Por su parte las valoraciones de los usuarios reflejan una puntuación de 83 sobre 100.

"Este intenso drama sobre depresión y crisis nerviosa le valió al director Ingmar Bergman ya la actriz Liv Ullmann merecidas nominaciones al Oscar."
Crítica de Emanuel Levy en RottenTomatoes 